# Al-Mubàixxir ibn Fàtik
Abu-l-Wafà al-Mubàixxir ibn Fàtik (àrab: أبو الوفاء المبشر بن فااتك, Abū 'l-Wafāʾ al-Mubaxxir b. Fātik) o, més senzillament, al-Mubàixxir ibn Fàtik fou un historiador i savi egipci, probablement d'origen sirià, del segle xi. A més d'història es va interessar per la filosofia i la medicina. Va viure tota la vida a Egipte.
Només n'ha sobreviscut una obra, una història del califa al-Mústansir en tres volums: Mukhtar al-hikam wa-mahàssin al-kalim (Elecció de dites i de propòsits); hauria escrit també una «Gran Història» de la que no se'n sap res. La seva obra conservada fou traduïda al llatí, a Sicília, cap al 1260, amb el títol de Liber philosophorum moralium antiquorum, i al castellà, al segle xiv, amb el títol posterior de Bocados de Oro.